# Cheryl Noble
Cheryl Noble (n. 29 septembrie 1956, Victoria, British Columbia, Canada) este o jucătoare de curl ce a reprezentat Canada, medaliată olimpică. A participat la o ediție a Jocurilor Olimpice (2002) în care a câștigat o medalie de bronz.

## Participări
Lista de mai jos prezintă principalele competiții la care a participat Cheryl Noble de-a lungul carierei.
- curling at the 2002 Winter Olympics[*]